# Fushigiboshi no Futagohime
Fushigiboshi no Futagohime (japanska: ふしぎ星の☆ふたご姫?, Fushigiboshi no Futagohime, Tvillingprinsessan i den mystiska stjärnan) är en shōjo-manga skapad av Birthday. Det första kapitlet släpptes i Japan den 2 april 2005 till 31 mars 2007.